# Суйчуань
Суйчуа́нь (кит. упр. 遂川, пиньинь Suìchuān) — уезд городского округа Цзиань провинции Цзянси (КНР).

## История
В 960 году, когда эти земли входили в состав государства Южная Тан, был создан уезд Лунцюань (龙泉县). Во времена империи Сун он был в 1121 году переименован в Цюаньцзян (泉江县), но в 1131 году ему было возвращено название Лунцюань. 
После Синьхайской революции в Китае была проведена сверка названий уездов в масштабах страны, и выяснилось, что уезды с точно таким же названием имеются в провинциях Чжэцзян и Гуйчжоу, поэтому в 1914 году уезд Лунцюань был переименован в Суйчуань.
После образования КНР в 1949 году был создан Специальный район Цзиань (吉安专区), и уезд вошёл в его состав. В мае 1968 года Специальный район Цзиань был переименован в Округ Цзинганшань (井冈山地区). В 1979 году Округ Цзинганшань был переименован в Округ Цзиань (吉安地区).
Постановлением Госсовета КНР от 11 мая 2000 года округ Цзиань был преобразован в городской округ Цзиань.

## Административное деление
Уезд делится на 11 посёлков и 12 волостей.